# لوبيلاوية
اللوبيلاوية (الاسم العلمي: Lobelieae) هي قبيلة من النباتات تتبع الفصيلة الجريسية من رتبة النجميات.

## أجناس اللوبيلاوية
- اللوبيلية